# Людвигсфельде
Людвигсфельде (нем. Ludwigsfelde) — город в Германии, в земле Бранденбург. Входит в состав района Тельтов-Флеминг.  Занимает площадь 109,30 км². Официальный код — 12 0 72 240. 

## История
В Людвигсфельде, во время Второй мировой войны кроме военного аэродрома, был ещё один объект Люфтваффе — подземный авиамоторостроительный завод Даймлер-Бенц в Генсхагене, на заводе работали заключенные концлагерей Дахау и Маутхаузена. На заводе работы выполняли 19 тысяч человек, в большинстве женщины привезенные из оккупированных территорий СССР на принудительные работы в нацистскую Германию.

## Экономика
В городе расположен завод аккумуляторных батарей американской компании Microvast.

## Культура
Город является прототипом одного из городов в романе Гюнтера Гёрлиха «Объявление в газете» (Eine Anzeige in der Zeitung).

## Население
| Год  | Численность | Численность |
| ---- | ----------- | ----------- |
| 1990 | 24 817      | [ 2 ]       |
| 2000 | 24 183      | [ 2 ]       |
| 2010 | 24 044      | [ 3 ]       |
| 2020 | 26 936      | [ 4 ]       |
| 2021 | 27 658      | [ 5 ]       |
| 2022 | 28 424      | [ 6 ]       |
| 2023 | 29 441      | [ 7 ]       |

## Галерея

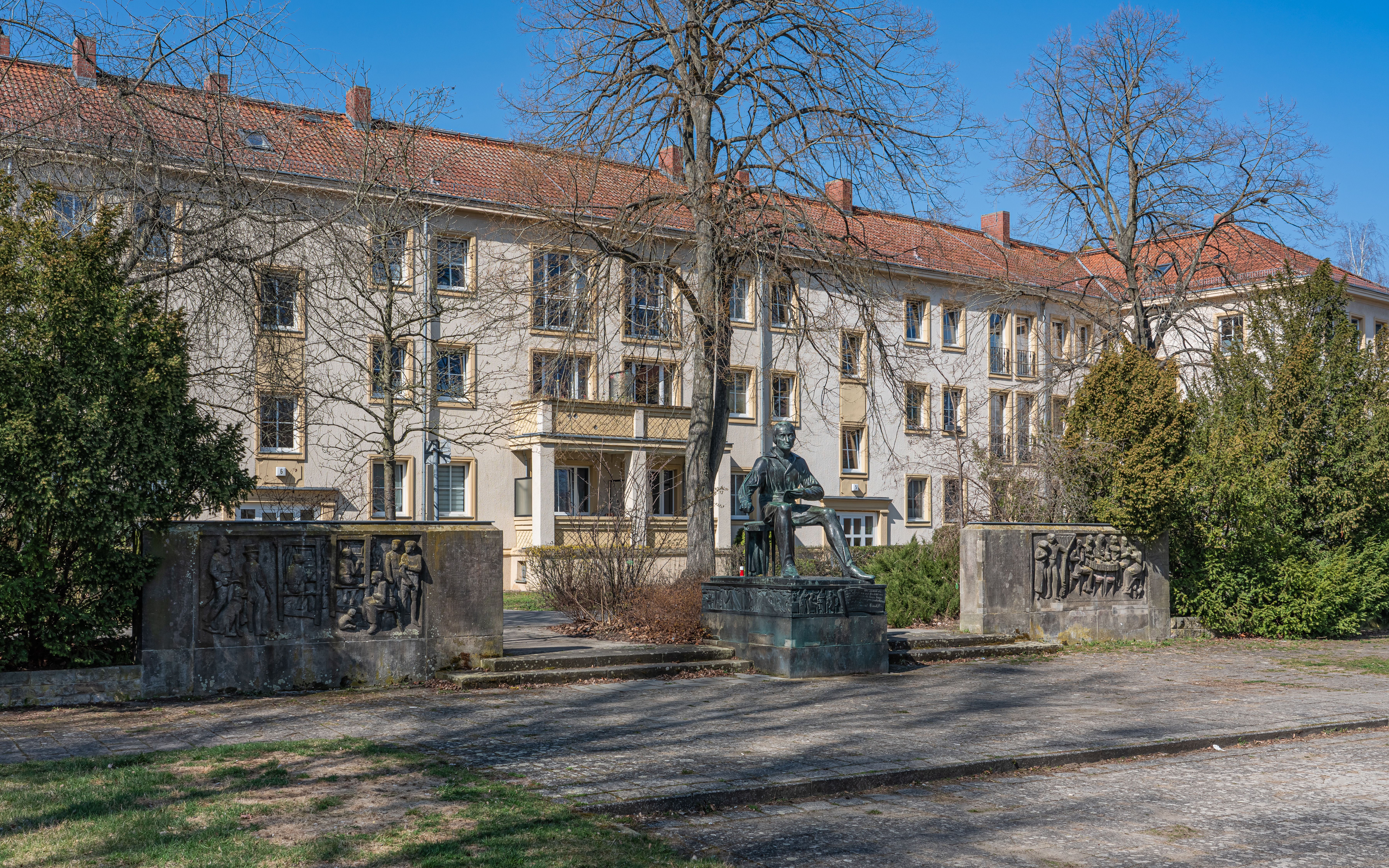
Памятник Генриху Гейне
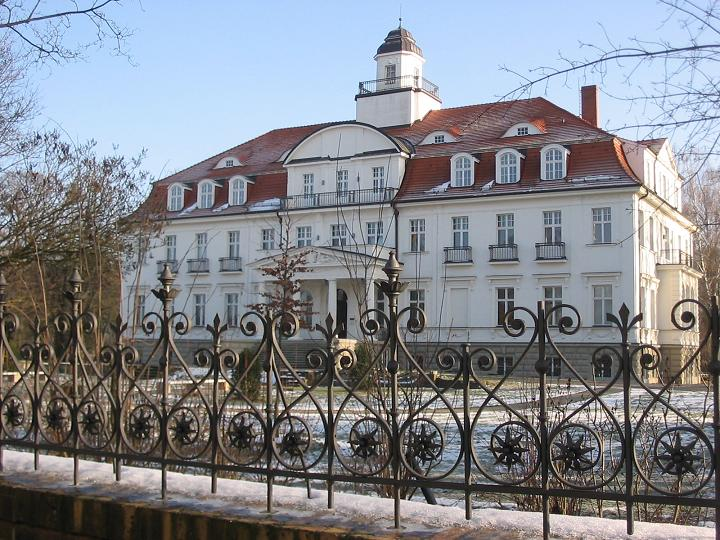
Замок Генсхаген
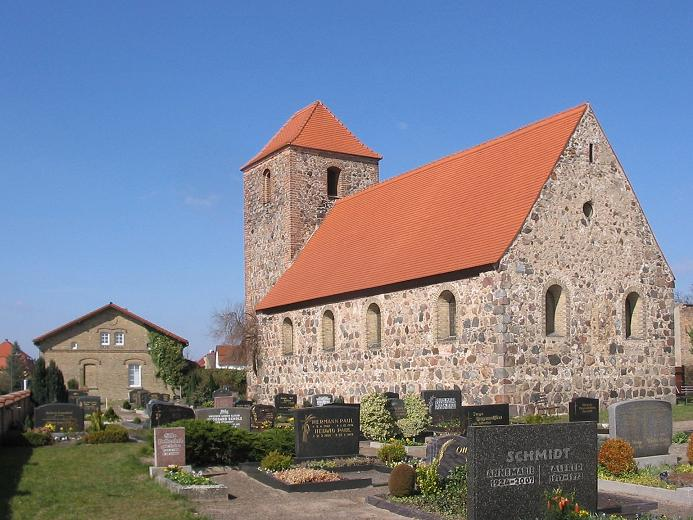
Кирха
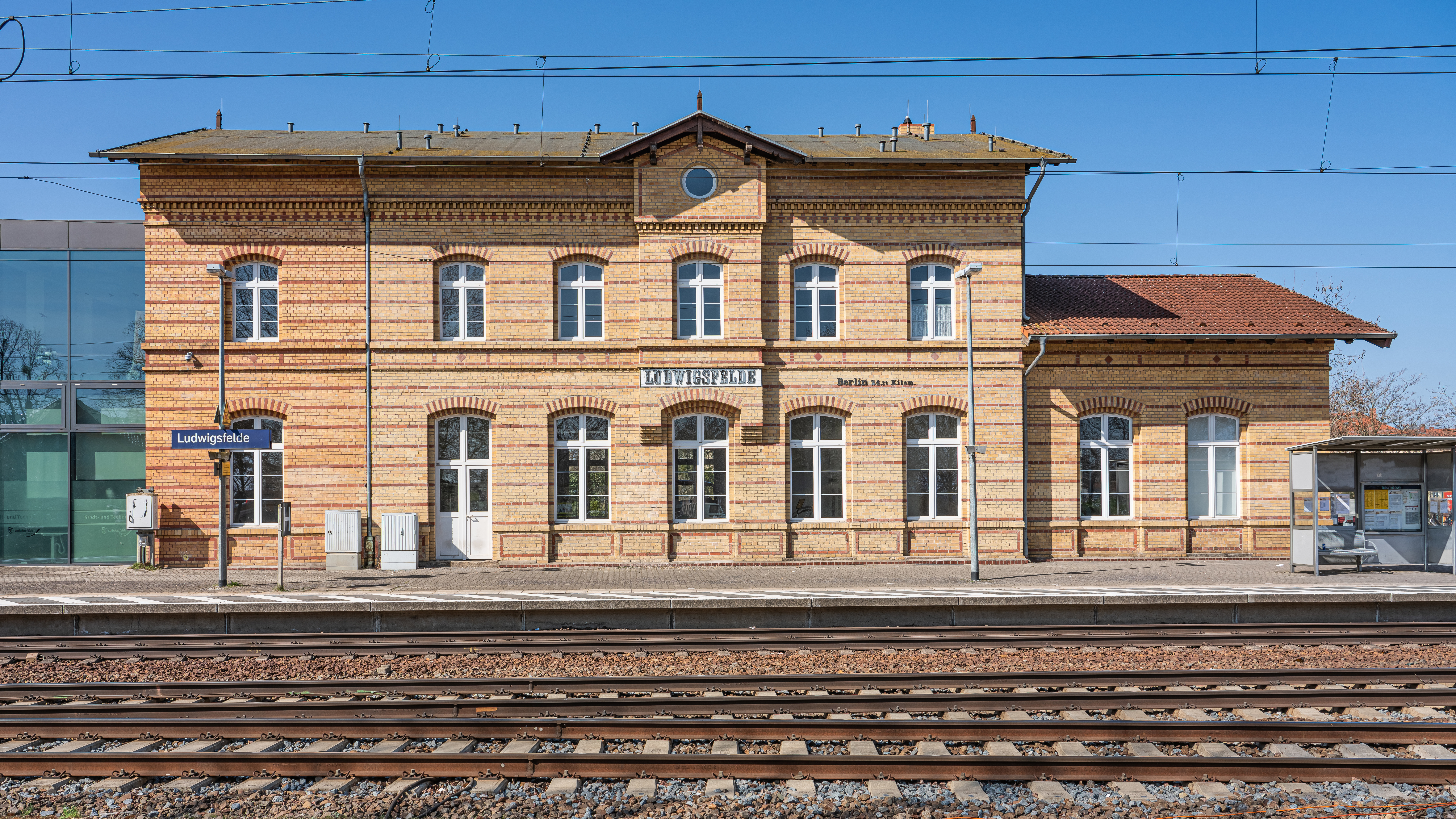
Вокзал Людвигсфельде
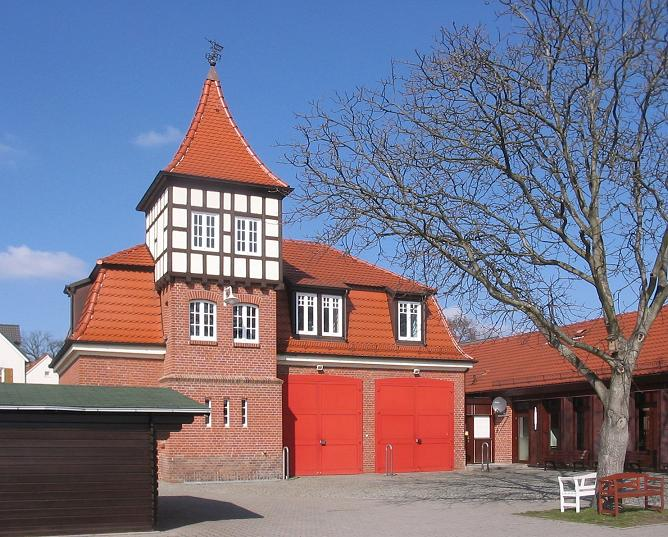
Пожарная часть
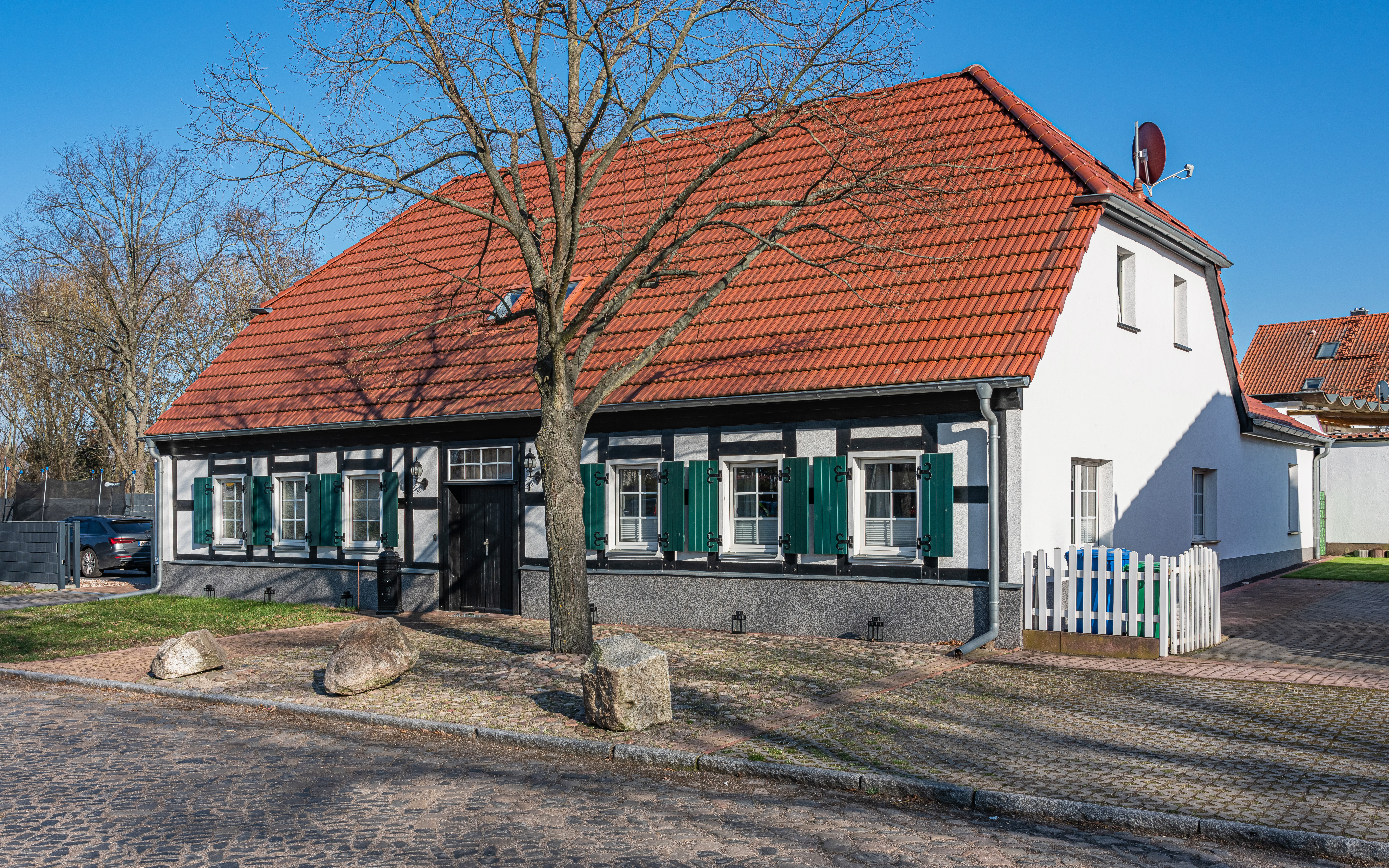
Старейшее здание города
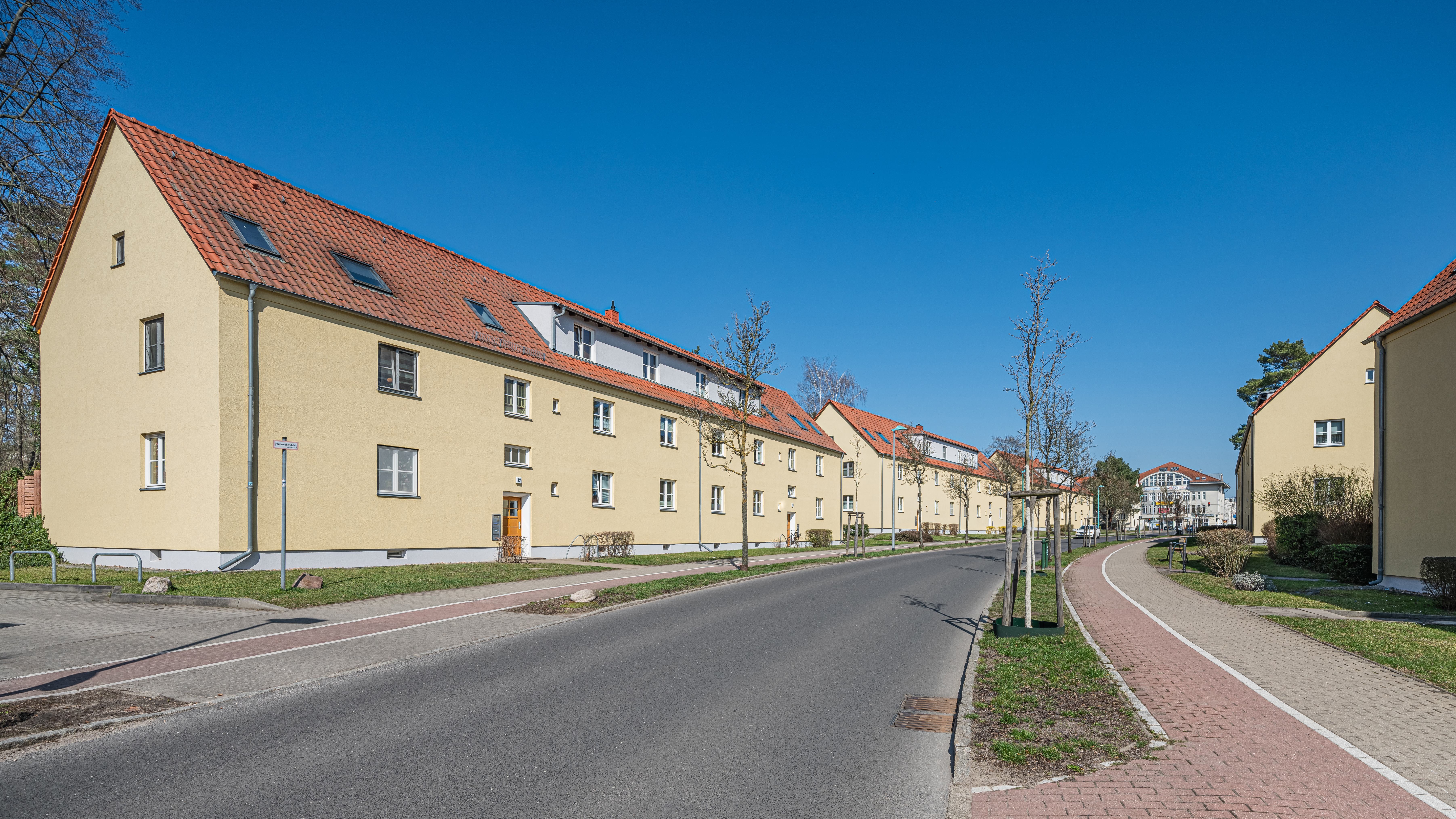
Бывший рабочий посёлок завода Даймлер, возведён в 1930-х годах
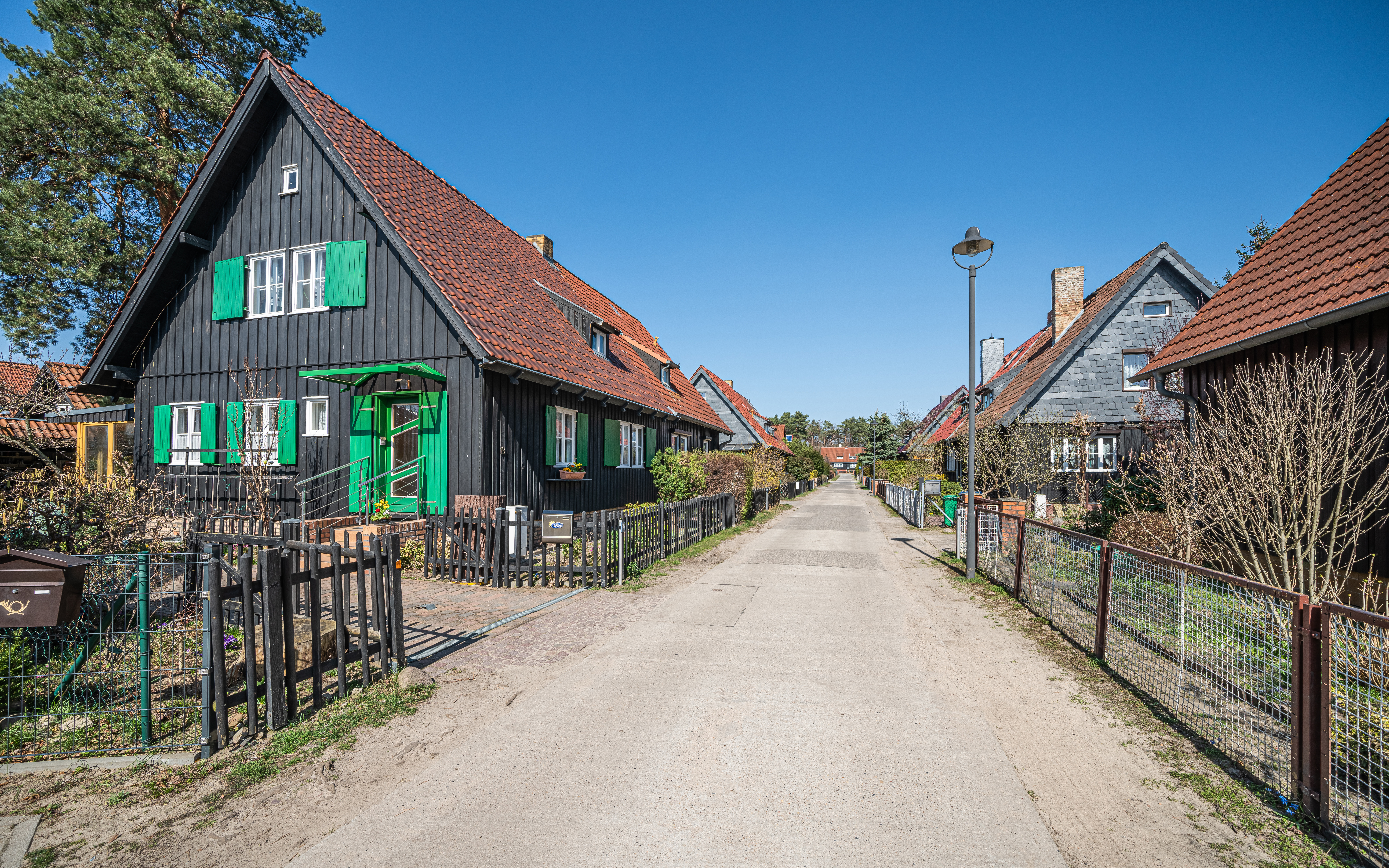
Квартал деревянных домов, 1944 г.